# Luís de Sousa, conde do Prado
Luís de Sousa, 2º conde do Prado (ca. 1580 — 1643).
Seu pai se chamava também Luís de Sousa, morto em 1577, e foi 5º senhor de Beringel e Sagres. Teve agitada vida de serviços na India e em Africa. Foi dos que acompanharam em 1574 o rei D. Sebastião a Africa. Casou duas vezes e da segunda esposa, Joana de Sousa, teve este D. Luís.
Seu irmão Pedro morreu na expedição da Invencível Armada.
D. Luís de Sousa, morto em 1643 em Madrid, foi senhor de Beringel e Sagres, Conde do Prado como fora seu bisavô, alcaide-mor de Beja, comendador de Nossa Senhora da Purificação na Ordem de Cristo. Em 1602 serviu em Flandres e em 1605 na Armada. Foi governador do Algarve e em 1618 nomeado governador e capitão-general do Brasil.
Teve um governo feliz pois, segundo o Conde de Campo Belo, «a sorte bafejou-o de maneira a poder administrar com serenidade o grande império que lhe estava confiado. Apenas se registraram várias guerrilhas contra diversas tribus muito irrequietas.
Seguindo o exemplo de seu tio D. Francisco de Sousa, 7º governador geral, ocupou-se em estender para o interior a dominação efetiva. Fomentou o acréscimo de uniões entre colonos e indígenas. Foi presidente do senado da Câmara de Lisboa. (
Casado com Dona Mariana de Guzman y Bracemonte, filha do 4º conde de Medelim, senhor de Peñaranda. Filipe III de Portugal, Filipe IV de Espanha, lhe fez mercê da vila de Prado, senhorio que tinha vagado para a coroa em 5 de novembro de 1630 e o elevou a conde, com cargo de gentil-homem de sua Câmara.
A casa recaiu na descendência de seu tio D. Francisco de Sousa, 3º filho dos 11 filhos que teve Pedro de Sousa, 3º senhor de Beringel, a quem foi dado o título de Marquês das Minas, de que nunca teve a oportunidade de usufruir.